# CDC23
CDC23‏ (Cell division cycle 23) هوَ بروتين يُشَفر بواسطة جين CDC23 في الإنسان.

## الوظيفة
يتشابه بروتين CDC23 بشكل كبير مع بروتين Saccharomyces cerevisiae Cdc23، وهو بروتين أساسي لتقدم دورة الخلية خلال مرحلة الانتقال من G2 إلى M. يُعد هذا البروتين أحد مكونات مُركب تعزيز الطور الانفصالي (APC)، والذي يتكون من ثماني وحدات بروتينية فرعية، وهو محفوظ بشكل كبير في الخلايا حقيقية النواة. يُحفز مُركب APC تكوين مُقترن السيكلين B-يوبيكويتين، المسؤول عن التحلل البروتيني للسيكلينات من النوع B بوساطة اليوبيكويتين. يحتوي هذا البروتين، بالإضافة إلى ثلاثة أعضاء أخرى من مُركب APC، على مُكرر رباعي الببتيد (TPR)، وهو مجال بروتيني مهم للتفاعل بين البروتينات.

## التفاعل
لقد ثبت أن CDC23 يتفاعل مع CDC27.